# اوربرایت سکوریتیز
اوربرایت سکوریتیز (به انگلیسی: Everbright Securities) شرکت کارگزاری چینی است، که در زمینه مبادلات اوراق بهادار و سهام اختصاصی، ارائه خدمات بانکداری سرمایه‌گذاری، مدیریت سرمایه‌گذاری، مدیریت دارایی و مدیریت ثروت فعالیت می‌کند.
شرکت اوربرایت سکوریتیز در سال ۱۹۹۵ تأسیس شد و در حال حاضر یکی از بزرگترین کارگزاران بورس چین، بر پایه میزان دارایی بشمار می‌آید.
دفتر مرکزی این شرکت در شهر شانگهای قرار دارد و بخشی از سهام آن در بازار بورس شانگهای معامله می‌شود.